# Sapropel
Trong địa chất biển, sapropel là các đá trầm tích sẫm màu giàu vật chất hữu cơ. Hàm lượng cacbon hữu cơ trong sapropel thường hơn 2% khối lượng.

## Ý nghĩa
Các tích tụ sapropel trong các môi trường khử của các đại dương trên toàn cầu tạo thành các loại đá mẹ sinh dầu quan trọng. Các nghiên cứu chi tiết quá trình hình thành sapropel tập trung vào các loại sapropel vùng đông Địa Trung Hải gần đây, chúng được tích tụ gần đây nhất vào khoảng 9,5 đến 5,5 ngàn năm.
Các sapropel Địa Trung Hải thời kỳ Pleistocen phản ảnh sự gia tăng mật độ trong các bồn trầm tích Địa Trung Hải riêng biệt. Người ta ghi nhận được hàm lượng cacbon hữu cơ cao hơn nhiều lần các loại không phải sapropel; sự gia tăng về δ15N và sụt giảm tương ứng hàm lượng δ13C cho thấy năng suất gia tăng do kết quả của sự cố định nitơ.